# 28 Vulpeculae
28 Vulpeculae (28 Vul) es una estrella situada en la constelación de Vulpecula.
Es, con magnitud aparente +5,04, la decimotercera estrella más brillante en la constelación.
De acuerdo a la nueva reducción de los datos de paralaje de Hipparcos, se encuentra a 517 años luz del sistema solar.
28 Vulpeculae es una subgigante blanco-azulada de tipo espectral B5IV, parecida a 1 Vulpeculae, en esta misma constelación.
Algo más fría que esta última, tiene una temperatura superficial de 15.427 ± 282 K. 
Su luminosidad bolométrica —en la totalidad del espectro electromagnético— es 713 veces superior a la del Sol.
Tiene un diámetro entre 2,9 y 3,4 veces más grande que el diámetro solar, ambos valores calculados por métodos indirectos.
Gira sobre sí misma muy deprisa, siendo su velocidad de rotación proyectada —límite inferior de la misma— de 276 km/s.
Presenta una metalicidad comparable a la del Sol ([Fe/H] = 0,02 ± 0,11).
Su masa es cinco veces mayor que la masa solar.
28 Vulpeculae presenta exceso en la radiación infrarroja emitida.
Se piensa que puede estar rodeada por un disco de polvo cuya temperatura —considerando que las partículas de polvo se comportan como un cuerpo negro— sería de 85 K.